# Sitirejo II
Sitirejo II is een bestuurslaag in het regentschap Medan van de provincie Noord-Sumatra, Indonesië. Sitirejo II telt 7526 inwoners (volkstelling 2010).